# Ceratina manni
Ceratina manni är en biart som beskrevs av Cockerell 1912. Ceratina manni ingår i släktet märgbin, och familjen långtungebin. Inga underarter finns listade i Catalogue of Life.